# Saint-Jean-d'Ardières
Saint-Jean-d'Ardières è un comune francese di 3 253 abitanti situato nel dipartimento del Rodano della regione Alvernia-Rodano-Alpi.

## Società

### Evoluzione demografica
Abitanti censiti